# Einar Molin
Einar Molin (1 de mayo de 1907 - 31 de agosto de 1983) fue un actor y compositor de canciones de nacionalidad sueca.

## Biografía
Su nombre completo era Karl Einar Molin, y nació en la Parroquia de Malma, en el Municipio de Köping, Suecia. Molin trabajó como actor en el Svenska Teatern de Vasa, Finlandia, entre 1932 y 1934. También actuó en Estocolmo, en el Klippans sommarteater desde 1933 a 1936, en el Södra Teatern en 1938, y en el Odeonteatern entre 1940 y 1945. Además, fue redactor de Bulls Press, en Estocolmo, entre 1946 y 1975.
Einar Molin falleció en Estocolmo en el año 1983. Fue enterrado en el Cementerio Skogskyrkogården de dicha ciudad.

## Filmografía
- 1935 : Under falsk flagg
- 1935 : Flickor på fabrik
- 1936 : Skeppsbrutne Max
- 1939 : Landstormens lilla Lotta
- 1939 : Steg för steg...
- 1941 : Fransson den förskräcklige
- 1941 : Dunungen
- 1952 : Kalle Karlsson från Jularbo

## Teatro
- 1936 : Tro, hopp och kärlek, de Arthur Fischer, dirección de Arthur Fischer, Klippans sommarteater[2]
- 1940 : Familjen Larsson, de Siegfried Fischer, Odeonteatern de Estocolmo[3]
- 1942 : Sibyllan i 5:an, de Gideon Wahlberg, dirección de Gideon Wahlberg, Tantolundens friluftsteater[4]
- 1943 : Fattiga friare, de Gideon Wahlberg, dirección de Gideon Wahlberg, Tantolundens friluftsteater[5]